# Ouïezd d'Olonets
L'ouïezd d'Olonets (en russe : Оло́нецкий уе́зд, Olonetski ujezd) était un ouïezd du gouvernement d'Olonets dans l'Empire russe.

## Présentation
L'ouïezd d'Olonets était situé sur la rive ouest du lac Onega, voisin à l'ouest de la Province de Viipuri qui appartenait au Grand-Duché de Finlande.
Dans les autres directions, l'ouïezd de Petrozavodsk était bordé par d'autres ouïezds du gouvernement d'Olonets: l'ouïezd de Petrozavodsk au nord et à l'est, et l'ouïezd de Lodeïnoïe Pole au sud.
Le centre administratif de l'ouïezd était Olonets.
L'ouïezd comptait 8 autres municipalités:
- Kotkatjärvi
- Mätässyvä
- Nekkula
- Riipuskala
- Tulemajärvi
- Vaaseni
- Vieljärvi
- Vitele

## Démographie
Au recensement de l'Empire russe de 1897, l'ouïezd d'Olonets comptait 39 990 habitants.
Ils avaient pour langue maternelle carélien (71,3 %), russe (27,0 %), finnois (1,5 %)  et polonais (0,1 %).